# Wormatia Worms
Verein für Rasensport Wormatia Worms e.V. é uma agremiação esportiva alemã fundada a 23 de maio de 1908, sediada em Worms, na Renânia-Palatinado.

## História
A equipe foi criada com o nome de SC Wormatia, antes de ser rebatizada VfL Wormatia Worms, em 1921, pouco antes de se fundir com o VfR Wormatia Worms, em 1922. O VfR já havia se formado da fusão entre Union 08 e Viktoria 1912, em 1919. Ambas os times atuaram na Kreiliga Hessen (I).
O novo time participou da Bezirksliga Rheinhessen-Saar até 1927, quando se inscreveu na Bezirksliga Main-Hessen, obtendo um primeiro e um segundo lugar no grupo Hessen. Após a reorganização do futebol alemão através do Terceiro Reich, o Wormatia Worms foi inserido na Gauliga Südwest, a qual venceu por três vezes. Em 1938, o clube foi desenvolto ao interno do Reichsbahn TuSV Worms. Em 1941, a Gauliga Südwest foi dividida em duas e o clube participou da Gauliga Hessen-Nassau, na qual jogou somente por duas temporadas, antes que, com o fim da Segunda Guerra Mundial, o campeonato alemão fosse dissolvido.
O time foi refundado depois do fim da guerra com o nome de VfR Wormatia Worms, se inscrevendo na Oberliga Südwest, disputando-a por um decênio.
No fim dos anos 1960, o Wormatia Worms foi um dos primeiros clubes alemães a estampar um patrocinador na camisa. Nos anos 1960 e 1970, o clube disputou a segunda série, a Regionalliga Südwest. Em 1973, a Zweite Bundesliga, na qual, exceto por duas temporadas nos anos 1970, atuou até 1981. As melhores apresentações ocorreram em 1965, quando conquistou o segundo lugar e a promoção para a Bundesliga, e em 1979, quando conquistou o terceiro posto.
A temporada 1978-1979 da Zweite Bundesliga foi dramática para o Wormatia Worms. No término do primeiro turno, o time conseguiu o título simbólico de campeão de inverno e a posição foi mantida por quase todo o ano, mas nas últimas três partidas da temporada houve um momento de crise e o clube teve que se conformar com o terceiro lugar. Na Copa da Alemanha, de 1979, o Wormatia enfrentou o Hertha Berlin. A partida estava em 1 a 1 quando as luzes do Estádio Olímpico de Berlin se apagaram e o Wormatia perdeu depois por 2 a 0 o jogo de volta. Tudo isso adveio em um contexto de crescente dificuldade econômica.
Depois de uma temporada difícil na Zweite Bundesliga, de 1981-1982, houve o rebaixamento para a Oberliga Südwest. Em 1986, o clube venceu a sua divisão e reconquistou o seu lugar na Zweite Bundesliga. Contudo, a permissão para disputá-la lhe foi negada por causa dos problemas financeiros. O clube, portanto, foi remanejado para a terceira série até 1994, quando, por conta de problemas financeiros, terminou na Verbandsliga Südwest (V). Em 1998, conseguiu o acesso para a Oberliga Südwest (IV), na qual permaneceu até 2008, quando foi qualificado para a Regionalliga Ovest. Depois de ser rebaixado no campo, o time se salvou do descenso graças ao retiro do FSV Oggersheim do campeonato.

## Títulos
- Bezirksliga Main-Hessen (I) campeão: 1928, 1929, 1930, 1931
- Gauliga Südwest/Mainhessen (I) campeão: 1936, 1937, 1939
- Oberliga Südwest (I) segundo: 1947, 1949, 1950, 1951, 1955
- Regionalliga Südwest (II) segundo: 1965
- Oberliga Südwest (III) campeão: 1986
- Amateurliga Südwest (III) campeão: 1976, 1977
- Verbandsliga Südwest (V) campeão: 1998
- South West Cup vencedor: 1976, 1988, 1992, 2007, 2009

## Temporadas recentes
| Ano       | Divisão                | Posição |
| 1999-2000 | Oberliga Südwest (IV)  | 7ª      |
| 2000-01   | Oberliga Südwest       | 16ª     |
| 2001-02   | Oberliga Südwest       | 15ª     |
| 2002-03   | Oberliga Südwest       | 3ª      |
| 2003-04   | Oberliga Südwest       | 3ª      |
| 2004-05   | Oberliga Südwest       | 8ª      |
| 2005-06   | Oberliga Südwest       | 4ª      |
| 2006-07   | Oberliga Südwest       | 3ª      |
| 2007-08   | Oberliga Südwest       | 3ª      |
| 2008-09   | Regionalliga West (IV) | 16ª     |
| 2009-10   | Regionalliga West      | 10ª     |
| 2010-11   | Regionalliga West      | 12ª     |
| 2011-12   | Regionalliga West      | 4ª      |